# Robert Warzycha
Robert Warzycha (Siemkowice, 1963. augusztus 20. –) volt lengyel válogatott labdarúgó, jelenleg a KS Górnik Zabrze vezetőedzője. Fia a szintén labdarúgó Konrad Warzycha.

## Góljai a lengyel válogatottban
| #        | Dátum                | Ellenfél                | Eredmény | Kiírás              | Esemény |
| -------- | -------------------- | ----------------------- | -------- | ------------------- | ------- |
| 1.       | 1988. május 22.      | Írország                | 1 – 3    | barátságos mérkőzés | 46' 65' |
| 2.       | 1989. szeptember 5.  | Görögország             | 3 – 0    | barátságos mérkőzés | 2'      |
| 3. és 4. | 1990. május 21.      | Egyesült Arab Emírségek | 4 – 0    | barátságos mérkőzés | 33' 66' |
| 5.       | 1990. szeptember 26. | Románia                 | 1 – 2    | barátságos mérkőzés | 80'     |
| 6.       | 1991. február 5.     | Észak-Írország          | 1 – 3    | barátságos mérkőzés | 17'     |
| 7.       | 1993. március 17.    | Brazília                | 2 – 2    | barátságos mérkőzés | 63'     |

## Sikerei, díjai

### Játékosként
Budapest Honvéd FC Hungarian Cup 1995-96
Columbus Crew:
- US Open Cup : 2001-02

### Edzőként
Columbus Crew:
- Supporters Shield : 2008-09